# Lithuanian Gay League
A Lithuanian Gay League (LGL) (Litván Meleg Szövetség) Litvánia egyetlen olyan civil szervezete, amely kizárólag a helyi LMBT+ közösség érdekeit képviseli. Az 1993. december 3-án alapított egyesület az ország egyik legstabilabb és legérettebb[forrás?] civil szférában mozgó szervezete. Az egyesület alapelve, amely egyben tevékenységét is jellemzi, a politikai és pénzügyi érdekektől való függetlenség, amely a litvániai LMBT+ közösség hatékony társadalmi befogadását és integrálását célozza meg. A Lithuanian Gay League az LMBT+ jogok helyzetének javításáért küzd, amelyhez az elmúlt húsz év alatt összegyűjtött szaktudását használja.
Jelen pillanatban az LGL csapata 5 vezetőségi tagból, 7 alkalmazottból, 2 nemzetközi önkéntesből (akik az Európai Önkéntes Szolgálat keretén belül vesznek részt az egyesület tevékenységben) és több mint 20 helyi önkéntesből áll. A csapatra a lelkesség, dinamikusság és energetikusság jellemző, amely mindig nyitott új tagokra, ötletekre és projektekre. Fontos kiemelni, hogy nem csak az LMBT+ közösség tagjai vesznek részt az egyesület tevékenységein.
Az egyesület irodája Vilniusban található (Vilnius, Pylimo u. 21.). Ez az a hely, ahol az LGL csapata különböző projekteket valósít meg, találkozókat szervez, és fogadja a helyi LMBT+ közösség tagjait és támogatóit különböző eseményeire. Az iroda továbbá otthont nyújt az ország egyetlen LMBT+ központjának, amely az egyesület tevékenységével kapcsolatos könyvtárat is magában foglal, ingyen internet-hozzáférést biztosít, és mindenkit szeretettel vár egy csésze kávéra vagy teára. Az LMBT+ központ nyitott minden jó szándékú látogató számára, aki szeretne többet megtudni az egyesület tevékenységéről és a litvániai LMBT+ jogok helyzetéről.
Az egyesület tagszervezete az Országos Egyenlőségi és Sokszínűségi Fórumnak (NEDF) és az Emberi Jogok Koalíciójának (HRC). Az LGL számos nemzetközi szervezettel működik együtt, ilyen például az ILGA(Nemzetközi Leszbikus, Meleg, Biszexuális, Transz és Interszex Szövetség), IGLYO, EPOA (Európai Pride-szervezők Egyesülete) és a TGEU (Európai Transznemű Tanács). Az LGL szerint stratégiai célkitűzéseinek elérése érdekében az LMBT+ jogi kérdéseket a tágabb emberi jogok diskurzusába kell helyezni. Ebből kifolyólag az egyesület aktívan támogat mindenféle kezdeményezést, országos és nemzetközi szinten is.

## Tevékenységek
Az egyesület fő tevékenységei: 1. a Litván Köztársaság által önkéntesen vállalt nemzetközi LMBT+ emberi jogi kötelezettségek végrehajtásának felügyelete; 2. a homo-, bi- és transzfób jogalkotási kezdeményezések megfékezése, és az LMBT+ személyeket érintő törvények és politika promoválása; 3. az LMBT+ személyeket sújtó diszkrimináció megszüntetése. Azonban a hivatalos jogi egyenlőség nem jelent automatikusan életszínvonalbeli növekedést is. A nyitottság, a közösséghez való tartozás érzése és a konkrét célok kitűzése jelenti a kulcsot a litvániai LMBT+ személyek szerepének sikeres erősítéséhez.
Az LGL aktívan tevékenykedik a litvániai LMBT+ életet érintő számos területen. A szólásszabadság jogának védelmezése főleg a litvániai homoszexuális propaganda-ellenes törvényt megkérdőjelező és kritizáló tevékenységekre összpontosul, ilyenek például a tudatosságnövelő kampányok vagy a közéleti viták LMBT-pozitív információkkal való kiegészítése. A békés gyülekezéshez való jog gyakorlása a nagyközönség számára szervezett tudatosságnövelő eseményekben nyilvánul meg, mint például az éves Szivárvány Napok vagy a Balti Pride (mely háromévente kerül megrendezésre). A közösségi kötelezettségvállalás az önkéntesek munkája által valósul meg, akik különböző konferenciákat, szemináriumokat és más kulturális eseményeket szerveznek a helyi közösség számára. A homo- és transzfób támadások megelőzése érdekében az LGL figyelemmel követi és dokumentálja a gyűlöletből fakadó bűncselekményeket, képzéseket tart rendőrségi tisztviselők számára, és bátorítja a közösség tagjait a gyűlölet motiválta bűncselekmények jelentésére. Végül a nemzetközi szinten történő érdekképviseleti munkát a szervezet árnyékjelentések benyújtása, hírlevelek publikálása (több mint 6000 nemzetközi előfizetővel) és a regionális LMBT+ hálózat tevékenységein való részvétel által hajtja végre.

## Története
Függetlenségének visszanyerése után, Litvánia dekriminalizálta a férfiak közti megegyezésen alapuló szexuális kapcsolatokat. Az 1993-as büntető törvénykönyvi módosítás előtt az ilyesfajta kapcsolatok több éves börtönbüntetést róttak maguk után. Azonban a jogi előrahaladás ellenére „a litván meleg közösség még sokáig megbélyegezve és a nyilvánosságtól távol élt”, ahogyan arra az országos LMBT+ jogi mozgalom vezetői, Simonko Vladimir és Platovas Eduardas emlékeznek. Az ilyesfajta diszkriminációk leküzdése érdekében, Simonko és Platovas megnyitotta az Amsterdam nevű klubot Vilniuszban, 1993-ban, és kiadta az azonos című folyóiratot, 1994-ben. 1994 áprilisában Simonko és Platovas megrendezte az első Nemzetközi Leszbikus és Meleg Szövetség (ILGA) közép-európai konferenciáját Palangában (Litvánia). Ez az esemény nagy jelentőséggel bír, hiszen ez volt az első ilyen témájú konferencia, amely egy posztszovjet országban került megrendezésre. 1995-ben Simonko és Platovas hivatalosan megalapította a Litván Meleg Szövetséget, amely azóta is az egyetlen olyan szervezet, amely kizárólagosan az LMBT+ jogok promoválásáért küzd.

## Külső hivatkozások
- Official Lithuanian Gay League website (EN)
- National Equality and Diversity Forum Archiválva 2018. január 9-i dátummal a Wayback Machine-ben